# Прешак-ле-Бен
Прешак-ле-Бен (фр. Préchacq-les-Bains) — коммуна на юго-западе Франции в департаменте Ланды (регион Аквитания).
Город является бальнеологическим курортом, который специализируется на лечении ревматических заболеваний, подобно соседнему Даксу. На территории коммуны имеются сульфатно-кальциевые источники с температурой у поверхности 63 °C и один холодный сульфидный источник.
Здесь в 1390 году родился Этьен де Виньоль (по прозвищу «Ла Гир»), военачальник и соратник Жанны д’Арк.
Коммуна Прешак-ле-Бен является частью терруара Шалосс.